# Ochridacyclops
Ochridacyclops – rodzaj widłonogów z rodziny Cyclopidae. Nazwa naukowa tego rodzaju skorupiaków została opublikowana w 1937 roku przez niemieckiego zoologa Friedricha Kiefera.

## Podział systematyczny
Do rodzaju należą następujące gatunki:
- Ochridacyclops arndti Kiefer, 1937
- Ochridacyclops brevicaudatus Shen & Tai, 1964
- Ochridacyclops coreensis Lee, Jeon & Chang, 2004
- Ochridacyclops iriomotensis Ishida, 2002
- Ochridacyclops kenyaensis Tomikawa, Ito Tomko, Minakawa & Mawatari, 2005
- Ochridacyclops nepalensis Tomikawa, Ito Tomiko, Minakawa & Mawatari, 2005
- Ochridacyclops nipponensis Karaytug, Boxshall & Ishida, 1996